# 穆格莱德盆地

中非裂谷带：穆格莱德盆地位于西部。

穆格莱德盆地（英語：Muglad Basin）是位于北非地区的一个裂谷盆地，位于苏丹共和国南部，面积23万平方公里。形成于白垩纪早期，属于中新生代裂谷盆地，发育有良好的生储油条件，蕴藏有丰富的石油资源，是苏丹重要的产油区。